# Avia BH-4
Avia BH-4 – czechosłowacki samolot myśliwski z okresu międzywojennego.

## Historia
W 1922 roku w wytwórni lotniczej Avia wraz z samolotem Avia BH-3 opracowano kolejny samolot myśliwski w układzie dolnopłatu, którego konstrukcję oparto na wcześniejszym samolocie, z tym że zgodnie z sugestiami władz wojskowych zastosowano silnik Škoda HS.8Ba, był to silnik Hispano-Suiza 8Ba produkowany na licencji w wytwórni Škoda. Zastosowanie tego silnika spowodowało, że konstrukcja samolotu uległa takiej dużej zmianie, że uznano go za nowy samolot i otrzymał on oznaczenie BH-4.
Prototyp samolotu BH-4 został oblatany w 1922 roku, a następnie przeszedł testy wojskowe. Ponieważ jednak wojsko zamówiło serię samolotów myśliwskich BH-3, zaniechano dalszych prac nad tą konstrukcją, szczególnie że zaczęto preferować wtedy samoloty myśliwskie w układzie dwupłatu.

## Użycie w lotnictwie
Samolot Avia BH-4 uczestniczył tylko w testach fabrycznych oraz testach dla wojska.

## Opis techniczny
Samolot myśliwski Avia BH-4 był dolnopłatem o konstrukcji drewnianej. Kadłub mieścił odkrytą kabinę pilota, a przed nią umieszczono silnik. Napęd stanowił silnik widlasty w układzie V, 8-cylindrowy chłodzony cieczą. Podwozie klasyczne, stałe.
Uzbrojenie stanowiły 2 zsynchronizowane karabiny maszynowe Vickers kal. 7,7 mm umieszczone w kadłubie po obu stronach silnika.